# NHL (serie)
NHL es una serie de videojuegos de simulación de hockey sobre hielo desarrollados por EA Canada y publicados anualmente por Electronic Arts bajo la marca EA Sports. El juego se desarrolló bajo licencia de la Liga Nacional de Hockey (NHL), que permite el uso de los nombres de los equipos de la liga, estadios y colores en el juego, y la Asociación Nacional de Jugadores de la Liga de Hockey (NHLPA), que permite el uso de nombres y semejanzas de jugadores de la liga.

## Videojuegos
|  | Este artículo o sección necesita referencias que aparezcan en una publicación acreditada. Busca fuentes: «NHL (serie)» – noticias · libros · académico · imágenesPuedes avisar al redactor principal pegando lo siguiente en su página de discusión: {{sust:Aviso referencias\|NHL (serie)}} ~~~~Uso de esta plantilla: {{Referencias\|t={{sust:CURRENTTIMESTAMP}}}}Atención: Por ahora no estamos clasificando los artículos para referenciar por ‡. Por favor, elige una categoría de esta lista.Atención: Por ahora no estamos clasificando los artículos para referenciar por ‡. Por favor, elige una categoría de esta lista. |

|  | Este artículo o sección necesita referencias que aparezcan en una publicación acreditada. Busca fuentes: «NHL (serie)» – noticias · libros · académico · imágenesPuedes avisar al redactor principal pegando lo siguiente en su página de discusión: {{sust:Aviso referencias\|NHL (serie)}} ~~~~Uso de esta plantilla: {{Referencias\|t={{sust:CURRENTTIMESTAMP}}}}Atención: Por ahora no estamos clasificando los artículos para referenciar por FIN. Por favor, elige una categoría de esta lista.Atención: Por ahora no estamos clasificando los artículos para referenciar por FIN. Por favor, elige una categoría de esta lista. |

|  | Este artículo o sección necesita referencias que aparezcan en una publicación acreditada. Busca fuentes: «NHL (serie)» – noticias · libros · académico · imágenesPuedes avisar al redactor principal pegando lo siguiente en su página de discusión: {{sust:Aviso referencias\|NHL (serie)}} ~~~~Uso de esta plantilla: {{Referencias\|t={{sust:CURRENTTIMESTAMP}}}}Atención: Por ahora no estamos clasificando los artículos para referenciar por SWE. Por favor, elige una categoría de esta lista.Atención: Por ahora no estamos clasificando los artículos para referenciar por SWE. Por favor, elige una categoría de esta lista. |

^†  como NHL Hockey
^‡  Joe Thornton fue elegido originalmente, pero EA se cambió a Dany Heatley después de que Thornton fuera acusado de agredir a dos policías. La tapa de Thornton nunca fue producida. Después de que comenzara la temporada 2003-04, Heatley estuvo involucrado en un accidente automovilístico que mató a su compañero de equipo Dan Snyder, lo que llevó a EA a cambiar de portada a una con Joe Sakic .
^‡   ‡  Patrick Kane originalmente estaba programado para compartir la portada con su compañero de equipo Jonathan Toews, sin embargo, luego de las acusaciones de agresión sexual contra Kane, fue retirado de la portada. 
^EU  en Europa; ^DEN  en    ^FIN  en    ^RUS  en    ^SWE  en    ^SUI  en    ^CZE  en  